# Fête des semences
Les Fêtes des semences sont des festivités annuelles qui célèbrent les semences au Québec.

## Déclinaison locale
La fête des semences de Montréal en est à sa 19ieme édition en 2019,.  Elle a aussi lieu dans diverses régions du Québec ,,,,
À Québec, cet évènement porte le titre de Fête des semences et de l'agriculture urbaine de Québec